# أغسطس هال
أغسطس هال (بالإنجليزية: Augustus Hall)‏ هو محامي وقاضي وسياسي أمريكي، ولد في 29 أبريل 1814 في باتافيا في الولايات المتحدة، وتوفي في 1 فبراير 1861 في بيليفيو في الولايات المتحدة. حزبياً، نشط في الحزب الديمقراطي. وقد انتخب عضو مجلس النواب الأمريكي عن دائرة Iowa's 1st congressional district ‏ خلال فترته النيابية ‏ (4 مارس 1855 – 3 مارس 1857).